# Cosmas (album)
Cosmas è l'album d'esordio del cantante e chitarrista britannico Damian Wilson, pubblicato nel 1995.

## Tracce
1. When I Leave This Band – 8:02
2. She is Like a Fable – 1:22
3. I Want To Build My World – 10:10
4. You Hurt Me Inside – 3:08
5. A Monday Night in March – 6:50
6. How can You Turn So Coldly? – 4:24
7. Please Don't Leave Me Till I Leave You – 4:36
8. Naturally – 5:05
9. Solomon – 14:37
10. Homegrown – 4:24
11. The Image I Saw – 4:36
12. Naked – 5:05
13. Just the way It Goes – 14:37

## Formazione
- Damian Wilson - voce, chitarra